# Acanthagrion longispinosum
Acanthagrion longispinosum là một loài chuồn chuồn kim trong họ Coenagrionidae.
Loài này được xếp vào nhóm Loài ít quan tâm trong sách Đỏ của IUCN năm 2006.
Acanthagrion longispinosum được Leonard miêu tả khoa học năm 1977.